# Hervé Di Rosa
Hervé Di Rosa (* 1959 in Sète) ist ein französischer Künstler der Art modeste.

## Leben
Hervé Di Rosa wurde in Sète geboren. Er besuchte das École nationale Supérieure des Arts décoratifs, ohne einen Abschluss zu erlangen. Gemeinsam mit Remi Blanchard, François Boisrond und Robert Combas gilt er als einer der Mitbegründer der Figuration-Libre-Bewegung. 2000 gründete er mit Bernard Belluc das Musée international des arts modestes (MIAM) in Sète.
Er lebt und arbeitet in Lissabon und Paris. Seine Werke sind in internationalen Sammlungen vertreten, darunter in Europa, Amerika und Asien.

## Werk
Di Rosa nutzt verschiedene Medien und fertigt unter anderem Gemälde, Skulpturen, Installationen und Animationen. Stilistisch ähneln seine Werke denjenigen von Keith Haring, Jean-Michel Basquiat und Kenny Scharf. Seine Werke sind von zahlreichen Figuren bevölkert und lassen Einflüsse aus Graffiti und Comics erkennen. Sie sind oftmals humorvoll und schrill. In der französischen Gemeinde Gennevilliers gestaltete er den Eingangsbereich des Centre socio-culturel Aimé Césaire. Es ist eine Wandmalerei mit einer Fläche von 800 m² und umfasst Skulpturen und Möbel aus Foumban in Kamerun. Ein weiteres Interesse Di Rosas gilt von Volkskünstlern gestalteten mexikanischen Ex voto, die er respektvoll neu interpretiert und treu nach deren Traditionen mit Aufschriften versieht, wie in Die Hochzeit (2000, Privatsammlung des Künstlers), in dem es heißt: „Am 28. August, dem Tag ihrer Hochzeit, ist der Vulkan nahe der Kirche erwacht und spuckte rote Wolken aus.“

## Ausstellungen (Auswahl)
- 2011: Hervé Di Rosa. Détours du monde 1998–2011, Campredon Centre d’Art, L’Isle-sur-la-Sorgue
- 2014: Modestes Tropiques, Musée du quai Branly, Paris[4]
- 2017: Plus jamais seul. Hervé Di Rosa et les arts modestes, La maison rouge, Paris
- 2019: Hervé Di Rosa: L’Oeuvre au Monde, Musée d’Art et d’Industrie, Roubaix